# S/2003 J 4

Captura do satélite S/2003 J 4.

S/2003 J 4  é um satélite natural de Júpiter. Foi descoberto por um time de astrônomos da Universidade do Havaí liderados por Scott S. Sheppard em 2003, a partir de fotos tiradas em 2003
S/2003 J 4 tem aproximadamente 2 Km de diâmetro, e orbita Júpiter a uma média de 23,571 Mm em 739.294 dias, a uma inclinação de 147° em relação à eclíptica (149° em relação ao equador de Júpiter), num movimento retrógrado irregular e com uma excentricidade orbital de 0,3003.
Pertence ao grupo Pasife, cujas luas irregulares e retrógradas orbitam Júpiter a distânicas que variam entre 22.8 e 24.1 Gm, com inclinações variando de 144.5° e 158.3°